# Resident Evil 5
Resident Evil 5, in Japan als Biohazard 5 (jap. バイオハザード5, trans. Baiohazādo 5) bekannt, ist der insgesamt siebte Teil der gleichnamigen Videospielreihe von Capcom. Der Titel erschien in Europa am 13. März 2009 für PlayStation 3 und Xbox 360, die PC-Version folgte am 18. September desselben Jahres. Im Juni 2016 erschien außerdem eine Remaster-Version für PlayStation 4 und Xbox One. Im Oktober 2019 kam eine Version des Spiels für die Nintendo Switch auf den Markt.

## Handlung
Chris Redfield wird im Auftrag der Bio-Terrorism Security Assessment Alliance (BSAA) in die fiktive afrikanische Autonome Zone Kijuju geschickt, um dort den Waffenhändler Ricardo Irving zu fassen. Irving handelt mit Bio-Organischen Waffen (BOWs) und den aus den Vorgängerspielen bekannten Viren zur biologischen Kriegführung. In Kijuju trifft Redfield auf die afrikanische BSAA-Agentin Sheva Alomar. Ihre Eltern kamen bei einem Zwischenfall in einem Labor der Umbrella Corporation ums Leben, was Sheva letztlich dazu bewog, sich der BSAA anzuschließen.
In Zwischensequenzen wird ein weiterer Handlungsstrang erzählt, der seinen Ursprung vor der Geschichte von Resident Evil 5 nahm: So konnten Chris Redfield und seine Partnerin Jill Valentine den aus den Vorgängerspielen bekannten Erzschurken Albert Wesker auf dem Anwesen des Umbrella-Gründers Ozwell E. Spencer stellen. Es kam zu einem Kampf, in dem Wesker aufgrund der ihm injizierten Viren körperlich überlegen war. Jill stürzte mit Wesker aus dem Fenster des Anwesens in eine Schlucht, woraufhin beide für tot gehalten wurden. Chris Redfield sieht jedoch auf einem PDA das Bild einer Frau, die er als Jill zu erkennen glaubt. Er möchte daraufhin neben seinem Auftrag klären, ob Jill noch am Leben ist.
Weskers Ziel ist es, die Weltbevölkerung mittels eines neuen Supervirus namens „Uroboros“ auszulöschen und nur die wenigen, die gegen das Virus resistent sind, überleben zu lassen, um so eine Rasse von genetisch überlegenen „Supermenschen“ zu schaffen. Dazu arbeitete er mit der Leiterin von TriCell, einem mit Umbrella konkurrierenden, in Afrika tätigen Pharmakonzern, Excella Gionne, zusammen. Er betrog sie jedoch und infizierte sie mit dem Uroboros-Virus.
Im Verlauf des Spiels können Chris und Sheva den durch den „Las Plagas“-Parasiten mutierten Irving besiegen und treffen dann auf Wesker und Jill, die von Wesker durch ein Gerät kontrolliert wird. Sie befreien Jill und besiegen im letzten Level des Spieles schließlich auch Wesker während eines Kampfes in einem Vulkan.
Resident Evil 5 greift viele offene Fragen aus den Vorgängerspielen auf und erklärt zahlreiche Zusammenhänge. So wird etwa Weskers Werdegang beleuchtet, die Entstehung der Umbrella Corporation dargestellt und die Evolution der Viren skizziert.

## Spielkonzepte und Technik
Das Spielprinzip ist größtenteils mit dem aus Resident Evil 4 identisch. Wie schon dort steuert der Spieler die Spielfigur aus einer Third-Person-Perspektive durch in Echtzeit berechnete Hintergründe. Aus Resident Evil Zero wurde in Grundzügen der Kooperationsmodus übernommen, bei dem zwei Spielfiguren parallel das Spiel bestreiten. Allerdings wird die zweite Spielfigur im Solomodus von der KI gesteuert und es kann nicht während des Spiels zwischen den Charakteren hin- und hergewechselt werden. Des Weiteren ist Sheva erst ab dem zweiten Spieldurchgang im Hauptspiel wählbar. Im Duomodus werden beide Figuren von einem menschlichen Mitspieler per Splitscreen an der Konsole oder über das Internet gesteuert.
Die Verwaltung der aktuell im Inventar befindlichen Gegenstände wird, im Gegensatz zum Vorgänger, direkt im laufenden Spiel vorgenommen, ohne dieses zu pausieren. Dies ermöglicht zum einen schnellere, dynamische Waffenwechsel, erfordert allerdings auch ein taktischeres Vorgehen, da das Spiel währenddessen weiterläuft und Gegner weiterhin angreifen können. Waffen und Gegenstände müssen vor Beginn des jeweiligen Kapitels ausgewählt und im begrenzten Inventar untergebracht werden, wobei jede Figur ihren eigenen Inventarplätze hat. Man muss sich also vorher für die richtige Ausrüstung entscheiden und wer welche Waffen nutzen soll. Nicht benötigte bzw. nicht ausgewählte Gegenstände verbleiben in einem gemeinsamen Inventar, auf das nur zwischen den Kapiteln zugegriffen werden kann. Des Weiteren können nur zwischen den Kapiteln neue Waffen und Gegenstände gekauft, bzw. im Besitz befindliche Waffen aufgewertet werden. Händler, die wie noch im Vorgänger in der Spielwelt anzutreffen waren, gibt es nicht mehr. Als Währung dienen Goldmünzen, die während des Spiels gefunden werden können oder aber durch den Verkauf von ebenfalls im Spiel gefundenen Schätzen oder nicht mehr benötigten Waffen und Gegenständen verdient werden können.
Nach einmaligem Durchspielen stehen zum einen der ebenfalls aus Vorgängerspielen bekannte Söldner-Modus zur Verfügung, bei dem man in kurzer Zeit mit mehreren wählbaren Figuren auf verschiedenen Karten eine möglichst hohe Anzahl von Gegnern besiegen muss; sowie ein neuer Versus-Modus, bei dem Spieler via Internet gegeneinander antreten können. Außerdem wird ein zusätzlicher, extra-schwerer Schwierigkeitsgrad für das Hauptspiel freigeschaltet.
Auf der E3 2010 kündigten Sony und Capcom ein Update der zuvor erschienenen Gold-Edition des Titels für die PlayStation-Move-Steuerung an, welches am 15. September 2010 in Form eines kostenlosen Patches erschien. Das Update wird automatisch beim Starten des Spiels installiert.

## Zusätzliche Inhalte
Am 7. April 2009 erschien als erster Zusatzinhalt der „Versus“-Modus, in welchem Spieler über das Internet nach dem PvP-Prinzip gegeneinander antreten können. Jedoch wurde diesem die Freigabe der USK verweigert, weshalb er vorerst nicht in Deutschland erschien.
Am 17. (Xbox 360) bzw. 18. Februar 2010 (PlayStation 3) erschien mit In Alpträumen verloren (engl. Lost in Nightmares) die erste von zwei zusätzlichen Episoden, die das Hauptspiel erweitern. Diese Episode stellt eine Art Vorgeschichte dar, die bereits stellenweise im Hauptspiel aufgegriffen wird: Die BSAA konnte den Aufenthaltsort des Umbrella-Gründers Ozwell E. Spencer ausfindig machen, woraufhin Chris Redfield und Jill Valentine sich dorthin begeben, um ihn zu stellen. Dort treffen sie jedoch auf Wesker, der Spencer bereits getötet hat. Im Kampf gegen ihn opfert sich Jill für Chris und stürzt mit Wesker aus dem Fenster ins Meer.
Der DLC lehnt sich atmosphärisch und spielerisch stark an das erste Resident Evil an. So ist der Handlungsort ein vermeintlich verlassenes Herrenhaus, welches dem bereits bekannten aus dem ersten Teil sehr ähnlich ist. Auch wurde die Zahl der Gegner auf nur noch einen einziges, dafür sehr starkes und wiederkehrendes Monster reduziert. Zudem wurde der Söldner-Modus erweitert und neue Kostüme für die Charaktere angeboten.
Die zweite Zusatzepisode Eine verzweifelte Flucht (engl. Desperate Escape) erschien am 3. bzw. 4. März 2010. Diese Episode klärt auf, wie Jill nach ihrer Befreiung von Weskers Kontrollgerät durch Chris und Sheva entkommen konnte: Der bereits im Hauptspiel auftretende BSAA-Captain Josh Stone findet die erschöpfte Jill im Monarchenzimmer und muss sich mit ihr zusammen durch Horden von Gegnern kämpfen, um letztendlich mit einem Helikopter entkommen zu können. Mit diesem wiederum retten die beiden, wie am Ende des Hauptspiels zu sehen, Chris und Sheva nach dem Endkampf gegen Wesker aus dem Vulkan.
Dieser DLC stellt spielerisch das genaue Gegenteil von In Alpträumen verloren dar. Der Actionanteil ist – selbst gegenüber dem Hauptspiel – deutlich angestiegen und das Tempo konstant sehr hoch. Unentwegt werden die Spieler von Gegnern attackiert und müssen sich ihren Weg bis zum rettenden Dach des Helikopter-Landeplatzes freikämpfen.
Die neuen Inhalte sind als DLC per PlayStation Network und Xbox Live verfügbar. Der Gold Edition für Xbox 360 und PC lagen entsprechende Download-Codes bei, bei der PlayStation-3-Version sowie der Neuauflage für PlayStation 4 und Xbox One wurden sie direkt ins Spiel integriert.

## Neuveröffentlichungen
Am 12. März 2010 erschien die Gold-Edition für Xbox 360, PlayStation 3 und PC, die das Kernspiel und sämtliche Zusatzinhalte enthielt. In dieser Version war nun auch der „Versus“-Modus enthalten, obwohl es nach wie vor keine USK-Freigabe für diesen gab.
2016 erschien eine Neuveröffentlichung für PlayStation 4 und Xbox One, bei welcher (wie schon beim Remaster des Vorgängers) die Bildwiederholfrequenz auf 60 fps erhöht wurde sowie optional mit einem leicht vergrößerten Bildausschnitt gespielt werden kann. Die Auflösung wurde nicht verändert und beträgt wie beim Original 1080p, allerdings wurde das Kantenflimmern sowie das bei der Xbox-360-Version auftretende Tearing bei der maximalen Auflösung beseitigt. Diese Version enthält außerdem sämtliche Zusatzinhalte inkl. des „Versus“-Modus, wobei diese vollständig in das Spiel integriert wurden. Sie wurde, wie schon das Original, von der USK ab 18 Jahren freigegeben.

## Rezeption
Wie schon Resident Evil 4 entfernt sich auch der fünfte Teil weiter vom klassischen Survival Horror und tendiert stärker in Richtung eines reinen Actionspiels. So ist etwa der Anteil von Rätseln verglichen mit dem Anteil an Kämpfen mit Gegnern deutlich zurückgegangen. Auch der Schauplatz im sonnigen Afrika statt eines dunklen Herrenhauses oder einer alten Burg erzeugt eine gänzlich andere Atmosphäre, als die früheren Titel.
Kritisch äußerte sich auch der Begründer des Survival-Horror-Genre und Resident-Evil-Schöpfer Shinji Mikami: „Ich werde es nicht spielen, da ich es möglicherweise nicht leiden kann und weil es rein gar nicht so sein wird, wie ich mir ein solches Spiel vorstelle.“ Weiter sagt er: „Es würde mir nichts als Stress bereiten, aber ich denke, dass es den Spielern gefallen wird, nicht aber jemandem, der die Resident-Evil-Serie mitentwickelt hat.“
Die Verkaufszahlen bestätigen Mikamis Vermutung: In den ersten beiden Verkaufswochen konnten weltweit rund 2,5 Millionen Einheiten abgesetzt werden. Inzwischen wurden knapp 5 Millionen Exemplare abgesetzt.
Von der Fachpresse erhielt Resident Evil 5 durchweg gute Kritiken. So vergaben u. a.
- Famitsu 38 von 40 Punkten,[8]
- IGN 9 von 10 Punkten[9][10] und
- M! Games 88 %.[11]
- Spieletipps.de 91 % (PlayStation 3),[12] 90 % (Xbox 360)[12] bzw. 87 % (PC)[12]